# Guerra de Càndia
La guerra de Càndia, també coneguda com a guerra de Creta, fou un conflicte bèl·lic entre la República de Venècia i els seus aliats, els Cavallers de Malta, els Estats Pontificis, voluntaris francesos i els pirates de Mani contra l'Imperi Otomà i els Estats de Barbaria. Les hostilitats es produïren entre el 1645 i el 1669, i es va desenvolupar a Creta i en la mar Mediterrània, i va acabar amb una victòria otomana.

## El Regne de Càndia
Després de la conquesta de Constantinoble en la Quarta Croada, Bonifaci I de Montferrat intentà d'aprofitar la reputació i relacions del seu llinatge per tal de ser nomenat nou emperador romà d'Orient, però els venecians el varen vetar, car creien que això reduiria la seva influència a l'Orient. Per tant, un cavaller de la croada, Balduí IX de Flandes fou coronat com a Balduí I de Constantinoble mentre que Bonifaci fundà el Regne de Tessalònica i s'apoderà de Creta en 1204. Durant un temps fou dominada pel genovès Enrico Pescatore, però el 1207 la República de Venècia es va fer amb el domini de l'illa en 1207 i el 1212 es va establir un virregnat conegut com a Regne de Càndia.

## Situació dels països abans de la guerra

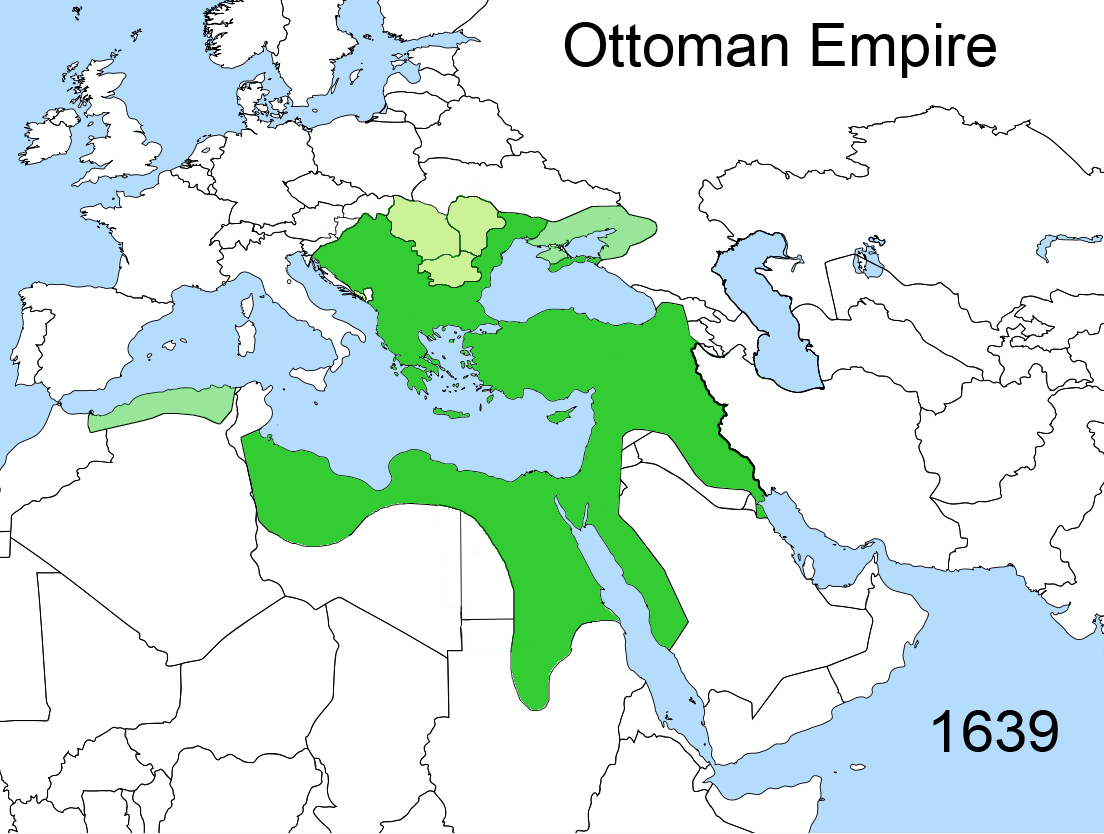
L'imperi otomà en 1639, poc abans de la mort de Murat IV

A principis del segle XVII, l'Imperi Otomà havia perdut la combativitat del segle anterior a causa de repetides rebel·lions. Mustafà I és deposat per Osman II, jove enèrgic que és conscient que l'Estat necessita reformes urgents, però quan vol reorganitzar als geníssers provoca una rebel·lió, és fet presoner i escanyat el maig de 1622. Mustafa I torna al poder, però mor l'any 1623.
El successor de Mustafa I és Murat IV, que només té 12 anys, fet que agreuja l'anarquia. Els Grans Visirs no tenen autoritat, les tropes es rebel·len, a Anatòlia comença una guerra civil i l'Imperi safàvida envaeix Mesopotàmia i entra a Bagdad. L'any 1632, el sultà es fa càrrec personalment del govern, reprimeix les rebel·lions, imposa la seva voluntat a l'exèrcit i derrota als safàvides recuperant Tabriz i Bagdad. Murat IV mor l'any 1640 i el seu successor va ser Ibrahim I, un boig cruel i llibertí que abans de ser assassinat l'any 1648 va posar en perill tota l'obra de Murat IV.
Per a la República de Venècia, el segle XVII és un segle de decadència. Havent ja acceptat la supremacia naval turca, Venècia es va esforçar a mantenir la seva activitat comercial observant una acurada neutralitat cap als seus veïns més poderosos: Espanya, l'Imperi Otomà, i França. Venècia va quedar eclipsada econòmicament per la riquesa d'Espanya i el seu imperi colonial, així com per la gran expansió comercial ultramarina d'Anglaterra i els Països Baixos, basada en les rutes ultramarines de l'oceà Atlàntic que disminueixen greument la influència comercial de Venècia, reduïda a un Mediterrani menys ric i on ha de rivalitzar amb altres grans poders. Aconsegueix preservar la seva independència, però en ocupar un lloc destacat en el nord d'Itàlia, en la mar Adriàtica i en el Mediterrani Oriental es veu obligada a mantenir un fort exèrcit i una important flota. Aquest esforç resulta esgotador per a la república en sofrir una forta decadència comercial fruit de la disminució de la seva flota mercant, la pirateria i la competència de les potències atlàntiques. Encara que segueix sent un centre comercial actiu (vidrieries, sederies, etc.), els seus mercats es veuen cada vegada més limitats a les possessions venecianes.

## Desencadenant de la guerra
L'eunuc Sunbullú, governador de l'harem, havia comprat una esclava jove i bella, la qual va tenir un fill al mateix temps que la sultana favorita que va donar a llum al primogènit d'Ibrahim I. Sunbullú va aconseguir obtenir per a la seva esclava l'ocupació de mestressa de llet, i ella va saber guanyar-se tant la voluntat del sultà que es va dir que volia més al fill de l'esclava que al seu propi. Un dia en què el sultà i l'eunuc passejaven junts pels jardins del serrall amb els dos nens, la sultana es va acostar i ensenyant el seu fill, va dir enfellonida a Ibrahim I: 
| « | «Aquí tens a l'únic que té dret al teu amor.» | » |

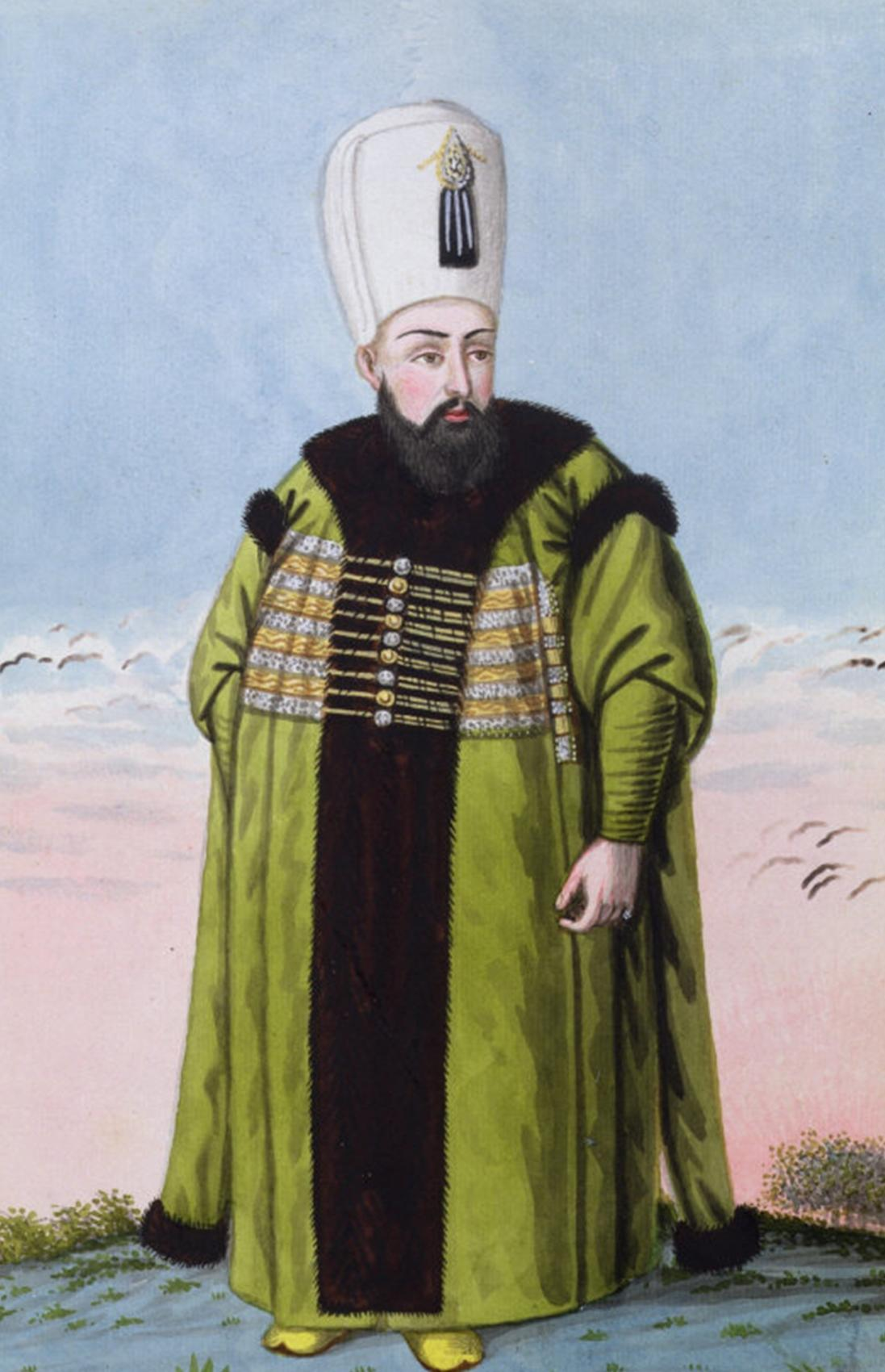
Ibrahim I, obra de John Young.

Ibrahim, enfuriat, va llançar al príncep a una cisterna, de la qual el van treure amb una cicatriu al front. Sunbullú, que temia la venjança de la sultana, va partir amb la seva esclava i el seu fill sota pretext d'emprendre una peregrinació a la Meca, però la guàrdia que l'acompanyava va ser atacada per sis galeres malteses. Sunbullú va morir en el combat. Els maltesos van creure haver-se apoderat de l'hereu al tron otomà, i el petit esclau va ser tractat amb els majors honors. L'esquadra maltesa, després de la seva victòria, es va dirigir a Càndia, on els venecians la van rebre amb tots els honors. Aquesta rebuda va ser el pretext del qual es va valer Ibrahim per declarar la guerra a Venècia.

## La guerra
El 30 d'abril de 1645, una gran armada d'unes 150 galeres i que transportava a 50.000 soldats, va sortir dels Dardanels i es va dirigir a Negroponte, al comandament del capità paixà Yussuf. Des d'allí va posar rumb cap a la badia de Pilos i cap a Khanià. El 24 de juny de 1645 la flota turca va entrar a la badia de Cogna, a 30 km de Khanià, i l'endemà marxen les tropes cap a la ciutat. Els habitants de la ciutat es terroritzaren davant l'imprevist perill que els amenaçava, ja que s'havia guardat molt bé el secret d'aquesta expedició, i Venècia va dubtar fins a l'últim moment de les intencions del Sultà Ibrahim.
Al nord-est de Khanià, en una petita illa, hi havia dos forts venecians distant entre ells una milla. Un va ser ocupat sense oposició en trobar-se abandonat. L'altre fort estava ocupat només per seixanta homes. El capità venecià Biagio Giuliani va preferir volar el fort abans que rendir-ho, matant a 500 otomans. La presa d'aquests forts va obrir el port de Khanià a l'entrada de les galeres otomanes. El dia 27 de juny les tropes otomanes van començar l'excavació de trinxeres i van desembarcar l'artilleria. Venècia no esperava aquesta agressió otomana. El senat venecià, una vegada assabentat del risc que es corria, va disposar una lleva de tropes extraordinària. Va manar al governador de Khanià, Andrés Cornaro, que mobilitzés les seves milícies i les combinés amb la flota que es trobava estacionada a Suda a les ordres d'Antonio Capello. També es va enviar una flota de 24 galeres al comandament de Tommaso Morosini per bloquejar els Dardanels. Mentrestant, el setge de Khanià anava bé per als otomans. Després de repetits assalts, el 27 de juliol els assetjadors es van establir en el bastió de Sant Demetri i del 6 al 17 d'agost van llançar tals atacs que la guarnició veneciana es va veure obligada a capitular. Segons la capitulació, es va estipular que els habitants sortirien lliurement de la ciutat, emportant-se amb ells els efectes més valuosos.

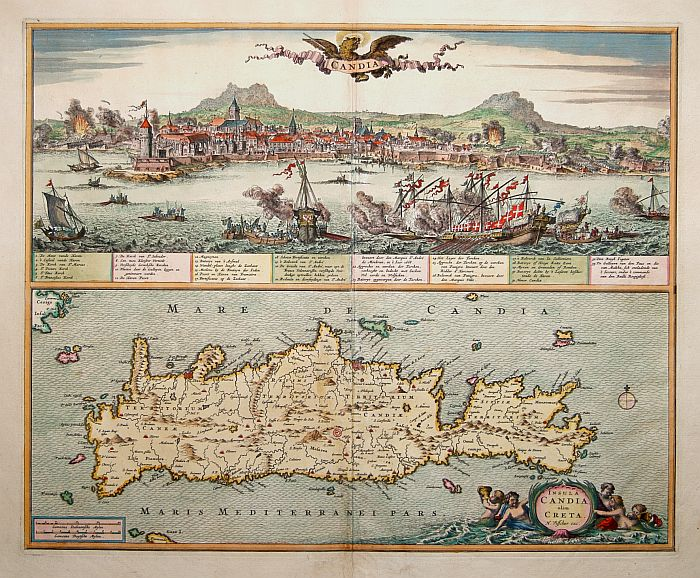
Mapa de Creta.

Amb la victòria a Khanià els otomans es van apoderar de 360 peces d'artilleria i van aconseguir una base per a les seves operacions a l’illa. Mentrestant els venecians es preparaven per a la guerra. Van rebre vint galeres d'Espanya, els Estats Pontificis, Toscana i Malta. No obstant això, Mazzarino va faltar a la seva paraula de posar a la disposició de Venècia tota la seva flota i només va enviar dos brulots. Amb aquestes embarcacions la flota veneciana sumava cent galeres i es van posar al comandament de Gerónimo Morosini, que va buscar una trobada contra la flota otomana, però aquesta va defugir la confrontació directa, per la qual cosa els venecians es van acontentar amb saquejar Modó, Patres i Coró. El capità Silahdar Yusuf Pasha, gendre d'Ibrahim I, va ser executat per un atac de còlera del sultà.
L'any 1646 els otomans, després d'apoderar-se de Kisamo, Cladisso i Apricorno, van atacar la ciutat de Réthimno, que va caure després de quaranta dies de setge. Això va fer que els venecians acusessin Juan Capello d'apatia i el condemnessin a un any de presó, substituint-lo per Giovanni Bautista Grimani. Aquest mateix any Ali-Bey, governador de Lecca, va atacar als venecians a Dalmàcia. L'expedició va anar malament per als turcs perquè els morlacs es van revoltar i van servir d'auxiliars als venecians. En aquesta expedició Venècia va perdre Zadar, Merlza Vodizza, Rasanza, Torretta i Novi Grad, però els otomans van perdre les ciutats de Macarsca, Iacinizza, Zemonico, Polisana i Succovar, a més del suport de la població local.

## Bloqueig dels Dardanels
El 26 de maig de 1646 a la desembocadura de l'estret dels Dardanels la flota otomana del Kapudan Kara Musa Pasha, va intentar derrotar la flota veneciana de Tommaso Morosini, que estava bloquejant els Dardanels. Després de set hores, la flota otomana es va retirar de nou a l'estret. Diversos vaixells turcs van resultar danyats, però cap es va perdre.
Mehmet IV va succeir al seu pare Ibrahim I quan va ser deposat el 8 d'agost de 1648.

## Setge de Càndia

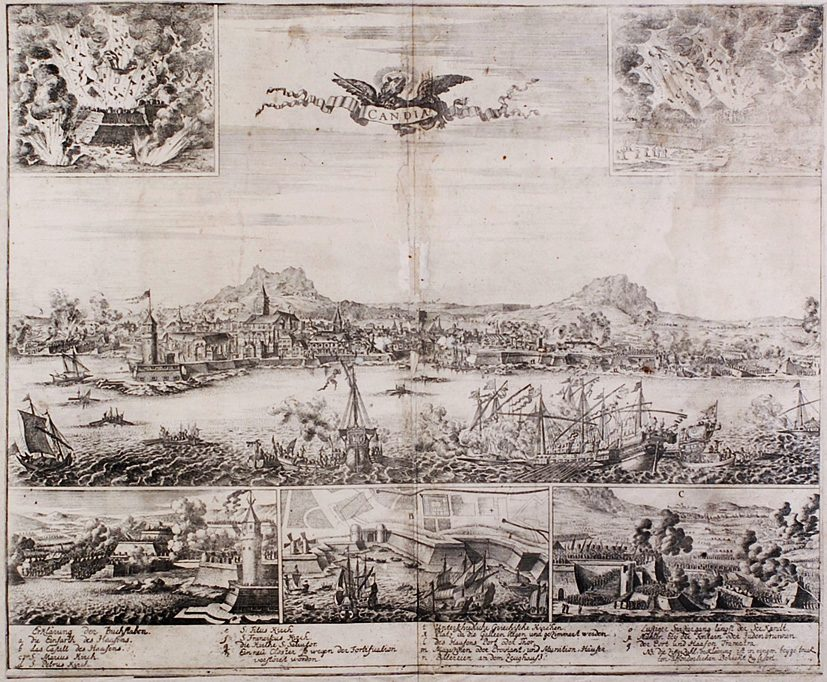
El setge de Càndia.

L'any 1648 va començar malament per als venecians. Una tempesta va enfonsar vint-i-vuit de les seves naus. No obstant això, uns dies després Bernardo Morosini va arribar amb la seva flota fins a Istanbul desafiant als otomans. Una flota otomana al comandament de Fazli Bajá va sortir al seu pas, però va ser posada en fugida. Tropes otomanes van posar setge a la ciutat de Càndia, entre el 5 i el 20 de maig van acabar el fossat de circumval·lació i van aixecar cinc bateries dirigides contra els principals baluards de la ciutat. El 3 de juliol, els turcs van llançar un atac simultani per diverses bretxes mentre feien volar una mina. Quan els otomans es trobaven ja dins de la ciutat, un contraatac llançat per Leonardo Mocenigo va aconseguir desallotjar-los de la ciutat. La falta de subministraments va obligar a Gazi Hüseyin Pasha a aixecar el setge de Càndia per un breu espai de temps.
Els 3.000 supervivents de batalla de Focea i la flota otomana arribaren a Càndia reforçant als assetjadors. Es van llançar diversos atacs contra la ciutat, penetrant en ella, però tots van ser finalment rebutjats. Les tropes otomanes, veient que ja havien mort en el setge 6.000 turcs, es van amotinar i Gazi Hüseyin Pasha va haver d'aixecar una altra vegada el setge deixant només un cos d'observació.

## Guerra naval
A principis de 1649 l'almirall venecià Giacomo da Riva tenia la missió de vigilar els moviments de l'armada otomana amb la seva flota de 19 naus, nombre insuficient per realitzar la missió amb efectivitat. Va observar una flota de 65 galeres, 6 galiasses i diverses naus a la qual no va poder bloquejar. Pensant que eren reforços per al setge de Càndia, va decidir seguir la flota turca que va fondejar en l'antic port de Focea. Riva va voler aprofitar l'avantatge que li donava el que la flota otomana estigués ancorada i la va atacar el 12 de maig de 1649. A la batalla de Focea, els venecians van aconseguir capturar una nau i una galera i van calar foc a 3 galiasses, 2 galeres i 9 naus. Les baixes venecianes van ser molt menys importants, però Riva es va retirar abans d'aconseguir una victòria total, i la resta de l'armada turca es va poder reagrupar i arribar a Creta. La flota veneciana, al comandament de la qual es trobava Alvise Mocenigo i que comptava amb una flota de 24 galeres, 6 galiasses i 28 naus, va tornar a bloquejar el pas dels Dardanels i durant dos anys cap nau turca va poder travessar-ho.
Grimani es va dirigir cap a les Cíclades amb una flota de 20 galeres, 3 galiasses i 50 naus. El 3 de gener albiren unes naus algerianes que es retiraven a l’illa de Zea, però foren capturades poc després. El 8 de gener una flota otomana comandada per Musa Pasha es dirigeix cap a Istanbul amb 55 galeres, 2 naus i moltes embarcacions menors. Una tempesta fa que perdi 6 galeres i les 2 naus, i el 25 de gener de 1647 es troba a l'altura de l’illa de Makronisi.
Una altra tempesta assota l'esquadra veneciana de Tommaso Morosini i separa a la nau capitana de la resta de l'esquadra. La nau de Tommaso Morosini es troba amb l'esquadra turca el 27 de gener de 1647. En la lluita que va seguir Morosini va perdre la vida, però va causar importants baixes en els seus enemics. Musa Pasha també va resultar mort en aquest combat. La flota de Grimani va arribar a temps per impedir que el vaixell de Morosini caigués en mans otomanes. Malgrat la important pèrdua que va suposar la mort de Tommaso Morosini, el que una sola nau hagués causat tan importants danys en la flota otomana va ser un dur cop per a la moral turca.

## Batalla de Paros

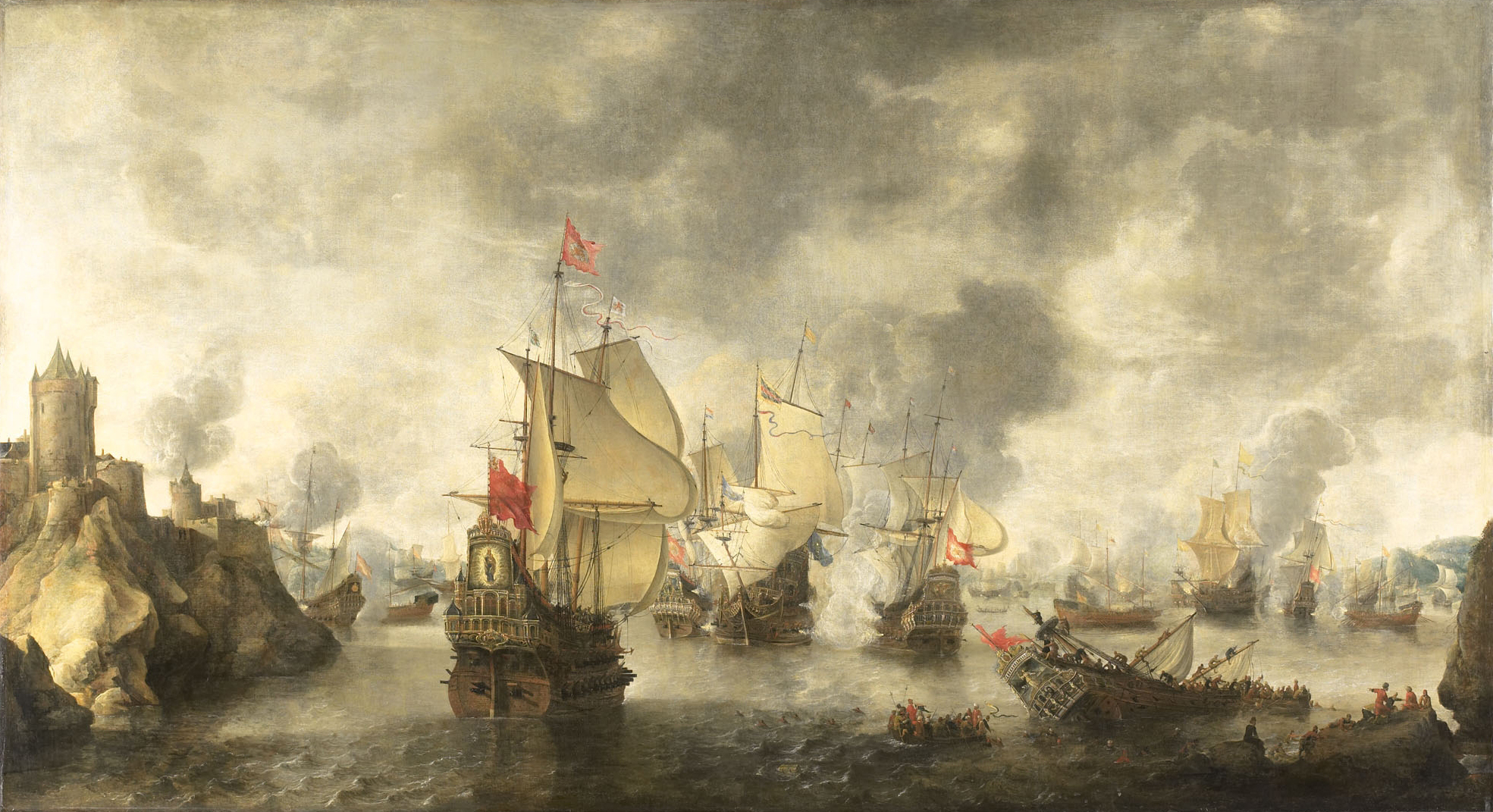
La batalla de Focea. Obra d'Abraham Beerstratenm.

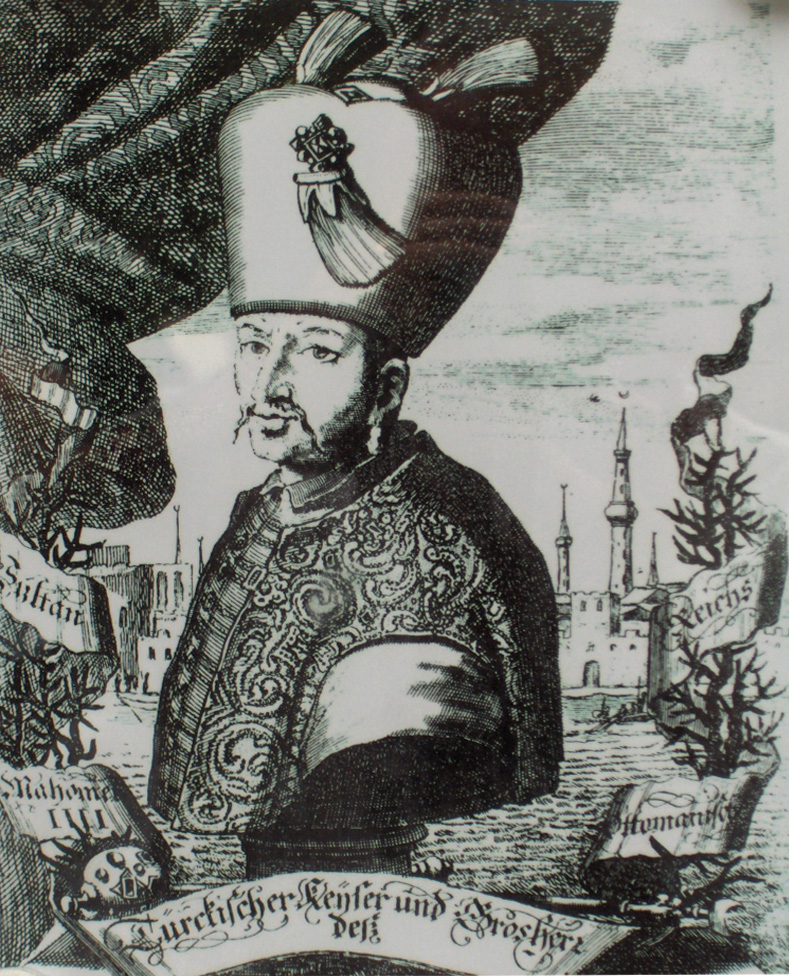
Mehmet IV.

L'any 1651 una flota otomana va ser capaç de trencar el cèrcol. Alvise Mocenigo es va llançar en la seva persecució i va aconseguir interceptar-la entre les illes de Paros. En la batalla de Paros del 10 de juliol de 1651 Mocenigo va capturar 10 navilis i va incendiar-ne altres 5; a més, es van fer 965 presoners. Per part veneciana la baixa més destacada va ser la de Tommaso Mocenigo, germà del Capità General. Alvise Mocenigo va ser poc després reemplaçat per Leonardo Foscolo. Després d'uns anys amb poca activitat bèl·lica per ambdues parts Mocenigo va tornar al comandament de la flota l'any 1654.

## Les batalles dels Dardanels
Giuseppe Dolfin va rebre l'encàrrec de vigilar els Dardanels amb 16 navilis, 10 galiasses i vuit galeres. Cap a l'armada veneciana es va dirigir una flota berberisca de 32 naus i una armada otomana de 65 naus. Aquestes flotes convergien cap a la flota veneciana de manera que quedaria entre dos focs. La Primera batalla dels Dardanels, lluitada el 20 de maig de 1654 va ser una victòria otomana, però donada la fugida amb èxit de la flota veneciana enfront d'una força superior, juntament amb les grans baixes causades i la gran valentia mostrada, va resultar una victòria moral per als venecians. Els otomans van saquejar les illes de Tinos i Melos i van avituallar Candia.
Alcise Mocenigo va morir i va ser substituït per Francesc Morosini, que en la primavera de 1655, va atacar l'Illa d'Egina i va arrasar la ciutat portuària de Volos. Lazzaro Mocenigo, germà d'Alcise, fou l'encarregat de bloquejar els Dardanels amb 4 galiasses, 6 galeres i 26 bucs. Contra aquesta armada arremet una gran flota otomana al comandament de Mustafa Pasha que comptava amb 8 galiasses, 60 galeres, 30 navilis i 45 galiotes. Malgrat la superioritat numèrica otomana, la Segona batalla dels Dardanels el 21 de juny de 1655 acaba en desastre per a ells. Nou vaixells otomans van ser incendiats, tres capturats i dos enfonsats.

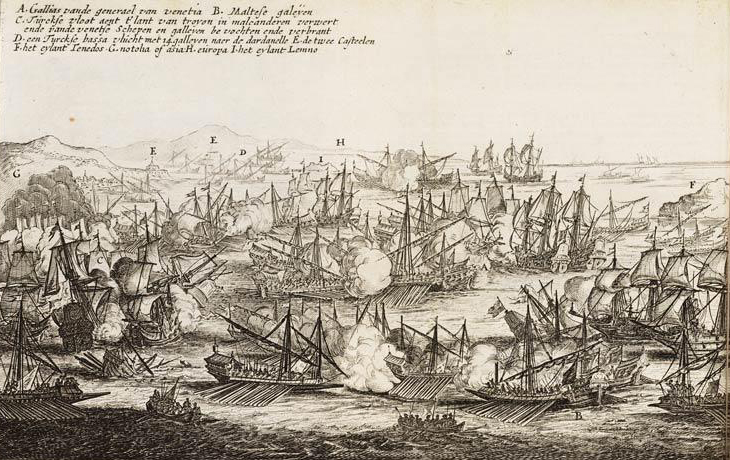
La Tercera Batalla dels Dardanels. Obra de Pieter Casteleyn.

Un cop d'estat el 5 de març de 1656 va obligar el sultà a executar diversos cortesans i un gran visir va exercir només 4 hores. Finalment el setembre fou nomenat gran visir Köprülü Mehmed Pasha i amb ell la situació va començar a canviar. El 26 de juny de 1656 es van enfrontar en la Tercera Batalla dels Dardanels una flota otomana al comandament de Chinam Pasha amb 9 galiasses, 60 galeres i 28 naus contra una flota veneciana de 6 galiasses, 24 galeres i 13 naus a les ordres de Lorenzo Marcelo, recolzada per una flota maltesa de 7 galeres al comandament de Gregorio Carafa. La batalla va ser un fracàs per als turcs: van caure en mans venecianes 5 galiasses, 13 galeres i 6 naus a més de 4 galiasses, 34 galeres i 22 naus que es van enfonsar o es van incendiar. En aquesta batalla va morir Lorenzo Marcelo i Lazzaro Mocenigo va perdre un ull. Va ser el desastre naval otomà més gran des de la batalla de Lepant. Gràcies a aquesta victòria, els venecians es van apoderar de Bozcaada (8 de juliol de 1656), Samotràcia i Lemnos (20 d'agost de 1656). Després d'aquesta derrota Köprülü Mehmet Paixà va ser nomenat Gran Visir i amb promptitud va aixecar una nova armada.
La situació aviat va millorar reforçant la flota sota el nou Kapudan Pasha, Topal Mehmed. En la campanya de 1657 els otomans pretenien trencar el bloqueig dels Dardanels i recuperar Ténedos i Lemnos. Mocenigo pot comptar amb diversos navilis dels Estats Pontificis al comandament de Mario Chigi i de Malta a les ordres de Gregorio Carafa. Les flotes es troben en la Quarta batalla dels Dardanels del 17 al 19 de juliol de 1657; va atacar a una flota berberisca que es trobava prop de Quios i va capturar algunes naus obligant a la resta de la flota a protegir-se darrera dels canons d'unes fortaleses properes. El 19 de juliol l'almirall venecià va decidir endinsar-se en l'estret per atacar a la resta de la flota, però una descàrrega d'artilleria va derrocar els mastelers, que van caure sobre Lazzaro Mocenigo posant fi a la seva vida. Poc després una altra descàrrega va fer volar l'embarcació. Aquesta pèrdua va suposar un dur cop per a la moral veneciana. Poques setmanes després els otomans reprenen amb facilitat Ténedos i Lemnos.
Mehmed Köprülü va oferir la pau amb la condició del lliurament de Càndia, però va ser rebutjada pels venecians. Venècia va demanar ajuda a França que va enviar bucs i 5.000 soldats que van desembarcar a Canea, ja que pretenien prendre-la per sorpresa. No obstant això, van haver de replegar-se cap a Càndia. Francesc Morosini va utilitzar aquestes tropes per intentar forçar el setge de Càndia, però l'atac va ser rebutjat i van quedar en el camp de batalla 1.500 francesos.
Giorgio Morosini, assistit pel comandant maltès Fabrizio Ruffo, va sorprendre una flota otomana de 36 galeres i a la batalla de Milo va destruir vint galeres.

## Guerra austro-otomana (1663–1664)
Els tres anys següents van ser de relativa tranquil·litat, ja que els otomans es trobaven embardissats en una guerra amb el Sacre Imperi Romanogermànic, però després de la Batalla de Sant Gotard de 1664 es va negociar la pau de Vasvár Fazil Ahmed, que després de la mort del seu pare s'havia convertit en Gran Visir, va dirigir totes les seves forces contra Venècia.

## Caiguda de Càndia

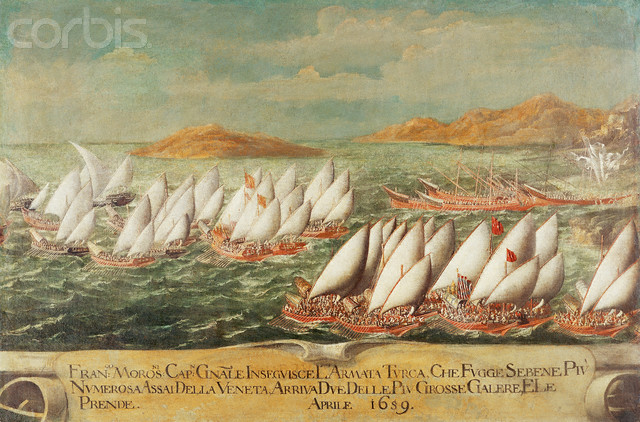
Batalla naval entre venecians i turcs.

Venècia va demanar ajuda a les potències cristianes i va rebre 12 000 soldats d'infanteria i 1200 de cavalleria. Aquestes tropes es van emprar per intentar prendre Canea i aixecar el setge de Càndia, però ambdues accions van fracassar. Les millors tropes otomanes, al comandament personal del Gran Visir, es van obstinar en el setge de Càndia, sent el seu nombre de 60 000 soldats, mentre que els assetjats comptaven amb 15 000 combatents a les ordres de Francesc Morosini.
El 28 de maig de 1667, els canons otomans van començar a disparar sense interrupció, contestats per les bateries venecianes. Alguns trànsfugues van manifestar que construint dues bateries als dos extrems de les fortificacions que feien front al mar, era fàcil impedir el pas a les naus que anaven a avituallar la plaça. Tot afavoria als turcs, al pas que els assetjats, bloquejats estretament, eren presa de la gana i de les malalties.
El 14 de febrer de 1668, cedint Morosini als seus temors, va sol·licitar una conferència amb el Gran Visir, que va respondre:
| « | «Digues al teu amo, va dir a l'enviat l'inflexible Kupruli, que no donaré oïdes a altres proposicions que les que tinguin per base la immediata evacuació de l’illa i de la plaça que estem assetjant». | » |

Com Morosini no havia acabat encara els recursos, i d'altra banda esperava que d'un dia a l'un altre li arribessin socors, es va disposar a combatre. El 19 de juny, va arribar a Càndia la primera part del tan esperat contingent francès (en total uns 6000 soldats i 31 bucs), sota el comandament de Francisco de Vendôme, duc de Beaufort. La resta dels reforços arribaria el 3 de juliol.

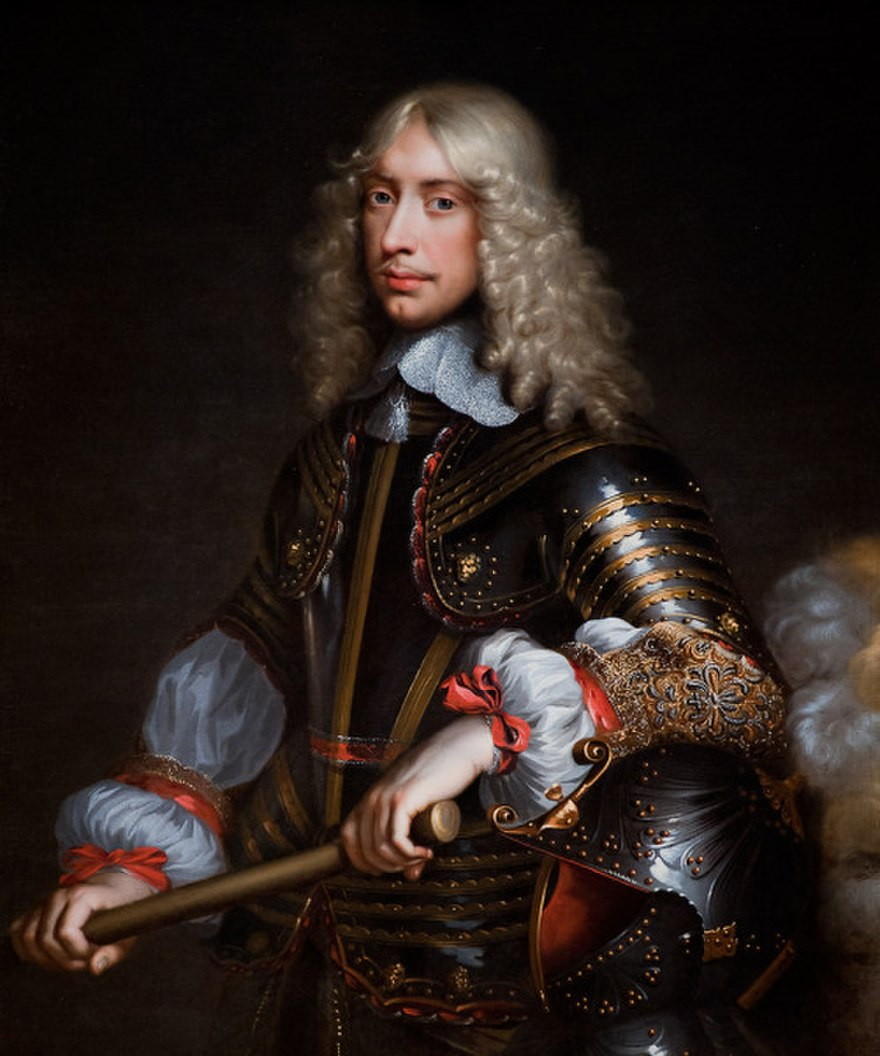
Francisco de Vendôme, duc de Beaufort, obra de Jean Nocret.

Els otomans havien estat fent un progrés constant en els últims anys, havent aconseguit els baluards exteriors de la fortalesa. Els defensors es trobaven en una situació desesperada, mentre que la majoria de la ciutat de Càndia estava en ruïnes. Els francesos van organitzar la seva primera sortida el 25 de juny. Agafats per sorpresa, els otomans van ser derrotats ràpidament, però els francesos es van desorganitzar entre les trinxeres del setge, i un contraatac otomà els va fer retrocedir. L'atac va acabar en desastre, amb un cost per als francesos de prop de 800 morts, entre ells el duc de Beaufort mateix, que va ser abatut per una bala.
Després de l'arribada de tots els reforços, el 3 de juliol Francesc Morosini va intentar provar un atac decisiu. La flota veneciana bombardejaria a l'exèrcit otomà mentre la guarnició realitzava una sortida. La sortida va acabar en fracàs, provocat entre altres coses per l'explosió d'un vaixell francès que va causar molts danys en les naus circumdants. Aquest fracàs, unit a la catàstrofe del mes anterior, va enrarir les relacions entre els francesos i els venecians. El contingent francès finalment va sortir de la ciutat el 20 d'agost. Dos atacs otomans el 25 d'agost van ser rebutjats, però per Morosini era evident que la ciutat ja no se salvaria.
El 6 de setembre de 1669, la ciutat es va rendir als otomans, mentre que els supervivents de la guarnició, els ciutadans i els seus tresors van ser evacuats. Per iniciativa pròpia, Morosini va celebrar un acord de pau permanent amb els otomans, que, donades les circumstàncies, fou relativament generós: Venècia retindria les illes de l'Egeu de Tinos i Citera i les fortaleses de Spinalonga, Grambusa i Suda enfront de les costes de Creta, així com els guanys realitzats a Dalmàcia.
Les xifres d'aquest setge són sorprenents. Els otomans van donar un total de 69 assalts, 55 subterranis, van volar 4000 mines, van gastar 730 000 quintars de pólvora i van perdre 100 000 homes. Els venecians van fer 96 sortides, van gastar 5300 barrils de pólvora, van llançar 40 000 bombes, 16 700 bales, van gastar 126 000 000 de ducats i van perdre 30 000 homes.

## Conseqüències

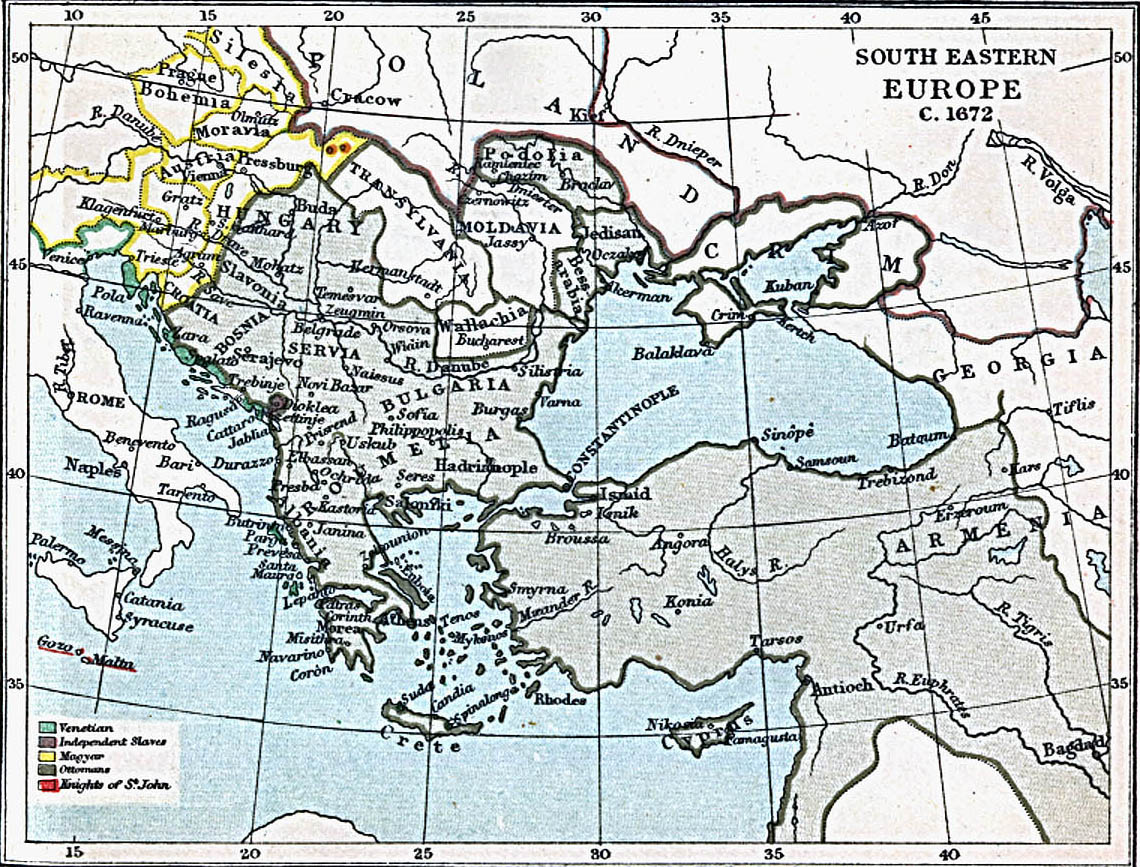
Mapa del sud-est d'Europa cap a 1670.

El lliurament de Càndia va acabar amb els quatre segles i mig de govern de la República de Venècia a Creta i va portar l'Imperi Otomà al seu apogeu territorial. Al mateix temps, no obstant això, el cost i les baixes d'aquesta guerra perllongada van contribuir en gran manera a la disminució de l'Estat otomà durant finals el segle XVII. D'altra banda, Venècia havia perdut la seu major i més pròspera colònia, la seva eminent posició comercial en el Mediterrani havia disminuït i el seu tresor s'havia esgotat. A més a més, els guanys a Dalmàcia van ser una compensació insuficient. Al seu retorn a Venècia en 1670, Morosini va ser jutjat per càrrecs d'insubordinació i traïció, però va ser absolt.
Quinze anys després, portaria a les forces venecianes a lluitar en la Gran Guerra Turca, en la que la República va intentar recuperar els seus dominis en el Mediterrani Oriental en la Guerra de Morea. Durant el curs d'aquesta guerra, l'any 1692, una flota veneciana va intentar reprendre Càndia, però va fracassar. Els últims reductes venecians de Creta van caure en la guerra turco-veneciana de 1714 a 1718. L'illa va continuar sota sobirania otomana fins a la Primera Guerra Balcànica, després de la qual, l'1 de desembre de 1913, es va unir formalment a Grècia.